# Hypsolebias janaubensis
Hypsolebias janaubensis, es una especie de pez actinopeterigio de agua dulce, de la familia de los rivulines.

## Morfología
Con el cuerpo colorido y una longitud máxima descrita de 3,9 cm. Distinguido de todas las demás especies del complejo Hypsolebias flavicaudatus, excepto H. nitens y H. sertanejo, por la presencia de manchas blancas azuladas alargadas en la porción posterior de la base de la aleta dorsal en los machos, mientras que las manchas son solo ligeramente alargadas en H. nitens y H. sertanejo, las manchas en H. janaubensis son únicamente alargadas, aproximadamente tan largas como manchas de la porción anterior de la aleta; se puede separar de H. nitens y H. sertanejo por tener el origen de la aleta dorsal en una vertical entre la base de los radios de la primera y la segunda aleta anal en las hembras, además del origen de la aleta dorsal generalmente anterior al origen de la aleta anal en los machos.

## Distribución y hábitat
Se distribuye por ríos de América del Sur, en la llanua de inundación del río Gorutuba, un afluente de la cabecera de la cuencia del río Verde Grande, en Brasil. Son peces de agua dulce tropical, de comportamiento bentopelágico.